# Automat
Automat (grč. αὐτόματος: samopokretan) je uređaj koji potpuno samostalno obavlja koristan rad prema čovjekovoj zamisli. Iako se prvi automati pojavljuju još u starom vijeku, tek je primjena centrifugalnog regulatora za regulaciju broja okretaja parnoga stroja, što ga je 1784. patentirao J. Watt, označila temelje automatizacije. Centrifugalni regulator i automati koji su slijedili rješavali su ograničenu problematiku automatizacije vezanu uz određeni zadatak; zato se i nazivaju automati posebne namjene. Izvedba im je elektromehanička, pneumatska ili hidraulička (relejna zaštita, pneumatski regulatori, centrifugalni regulator), a signali su koji od njih potječu analogni. 
Tek je mikroelektronika, odnosno masovna primjena mikroprocesora, potpuno promijenila ritam razvoja. Automatima, kojima upravljaju mikroprocesori, može se odabiranjem programa mijenjati funkcionalnost. S pomoću mikroprocesora mogu se voditi ne samo fizikalni (numeričko upravljanje alatnim strojevima, vođenje rakete) nego i misaoni procesi (računanje, konstruiranje, sortiranje). Zbog svojih odlika (fleksibilnost, pouzdanost, kompaktnost, brzina rada) mikroprocesorski upravljani automati istiskuju sve ostale vrste automata. Ono što mikroprocesorsku tehniku čini doista revolucionarnom, to je masovna proizvodnja vrlo jeftinih elektroničkih integriranih sklopova. Razmjerno jednostavnim slaganjem tih sklopova i savladivih programa može se izgraditi automat posebne namjene za bilo koji zadatak automatizacije.

## Automatizacija
Automat s upravljanjem i automat s regulacijom, uvjetno uzevši, razmjerno su jednostavni primjeri automatizacije. Ali razvoj računala omogućio je da se razviju automati koji zamjenjuju više oblike umnih aktivnosti, na primjer oni koji imaju sposobnosti učenja i povezivanja prošlih iskustava s budućim ponašanjem, pa zamjenjuju deduktivno razmišljanje, to jest donošenje zaključaka u određenim uvjetima. Mogu se zamisliti i automati koji će zamijeniti induktivno razmišljanje čovjeka, to jest donosit će ispravne zaključke u nedovoljno određenim uvjetima. S obzirom na stupanj funkcionalne složenosti može se postaviti hijerarhija automata, takozvani redovi automatizacije, pa se razlikuju automat s upravljanjem, s regulacijom, za vođenje procesa, s ograničenim programiranjem i automat koji bi "razmišljao", to jest imao neku vrstu umjetne inteligencije.

### Automat s upravljanjem
Automat s upravljanjem najniži je red automatizacije. Od preduvjeta inteligencije on ima memoriju s pohranjenim programom. Zapamćen je slijed naredaba, u jednostavnijem obliku s pomoću krivuljne ploče ili valjkastih programatora, a složenija je memorija papirnata vrpca ili računalni program. Automatski uređaj djeluje na točno propisan način, neovisno o promjenjivim uvjetima u procesu: on pokreće, zaustavlja ili ponavlja cikluse (kružni proces) bez čovjekove pomoći. Primjeri su za to numerički upravljani alatni strojevi ili čak proizvodne linije, koje su izvedbeno-tehnički vrlo složene, ali je upravljanje jednostavno. 

### Automat s regulacijom
Automat s regulacijom ima osjetnik i memoriju (nazivna je ili vodeća vrijednost zapamćena) unutar jednostruke petlje povratne veze. On donosi jednostavnu logičnu odluku (da ili ne), a ima samoispravljajuće djelovanje, to jest prilagođuje ga promjenama koje nastaju unutar ili izvan sustava. Primjer je takva automata hladnjak, koji je jednostavne konstrukcije, ali se pri donošenju odluke (preklapanje bimetala) ravna prema temperaturi svoje komore. 

### Automat za vođenje procesa
Automat za vođenje procesa zapravo je složeni (multivarijabilni) sustav. U memoriji računala ugrađen je matematički model procesa, pa računalo odmah reagira na promjene ulaznih podataka. Ono zamjenjuje deduktivno razmišljanje, zapravo obavlja analizu, to jest takav automat donosi odluke u određenim uvjetima. Primjeri su vođenje proizvodnje amonijaka u reaktoru ili doziranje goriva parne turbine. 

### Automat s ograničenim samoprogramiranjem
Automat s ograničenim samoprogramiranjem ima neku vrstu sposobnosti učenja. On ne donosi odluke samo na temelju trenutačnog stanja, već i na temelju prijašnjeg iskustva i uvjeta pohranjenih u memoriji. Takav automat postavlja i bira potprograme općega programa te pamti optimalno djelovanje u procesu dobivanja rezultata. 

### Automat koji razmišlja
Automat koji razmišlja bio bi najviši red automatizacije što se može zamisliti. Donosio bi odluke na temelju nepotpunih podataka, zamjenjujući ljudsku intuiciju, a to znači da bi induktivno "razmišljao", što čini sintezu. Mogao bi se ostvariti s novom generacijom računala u kojoj je programiranje heuristično (neuronske mreže).

### Robot
Posebno mjesto među automatima zauzima robot, i zbog konstrukcije i zbog složenosti programskog upravljanja. Robot je zapravo čovjekoliki (antropomorfni) stroj koji oponaša čovjekovu aktivnost. Tipičan industrijski robot ima postolje (tijelo), tri zgloba (rame, lakat i zapešće) te prihvatnicu (prste) u produžetku zapešća, a pokretima te mehaničke ruke upravlja računalo. Iako je to vrlo primitivna zamjena za čovjeka, bez osjeta vida i opipa, ipak je prikladna za najčešće operacije u proizvodnji, to jest za hvatanje i premještanje predmeta. Robot nije, dakle, samo mehanički uređaj koji čovjekov fizički rad zamjenjuje radom motora, već je i automatski uređaj u kojem se umni rad (vođenje procesa) zamjenjuje radom računala.

## Vanjske poveznice
- Automat Hrvatska tehnička enciklopedija, portal hrvatske tehničke baštine. LZMK